# Eumacepolus pulcher
Eumacepolus pulcher är en stekelart som beskrevs av Graham 1961. Eumacepolus pulcher ingår i släktet Eumacepolus och familjen puppglanssteklar. Arten är reproducerande i Sverige. Inga underarter finns listade i Catalogue of Life.